# フューチャー (ラッパー)
フューチャー（英 : Future、1983年11月20日 - ）は、アメリカ合衆国ジョージア州出身のラッパーである。本名はネイヴァディウス・ウィルバーン（英: Nayvadius Wilburn）。6枚のアルバム及びミックステープが全米1位を獲得するなどアメリカのヒップホップシーンを代表する存在として君臨している。

## 来歴

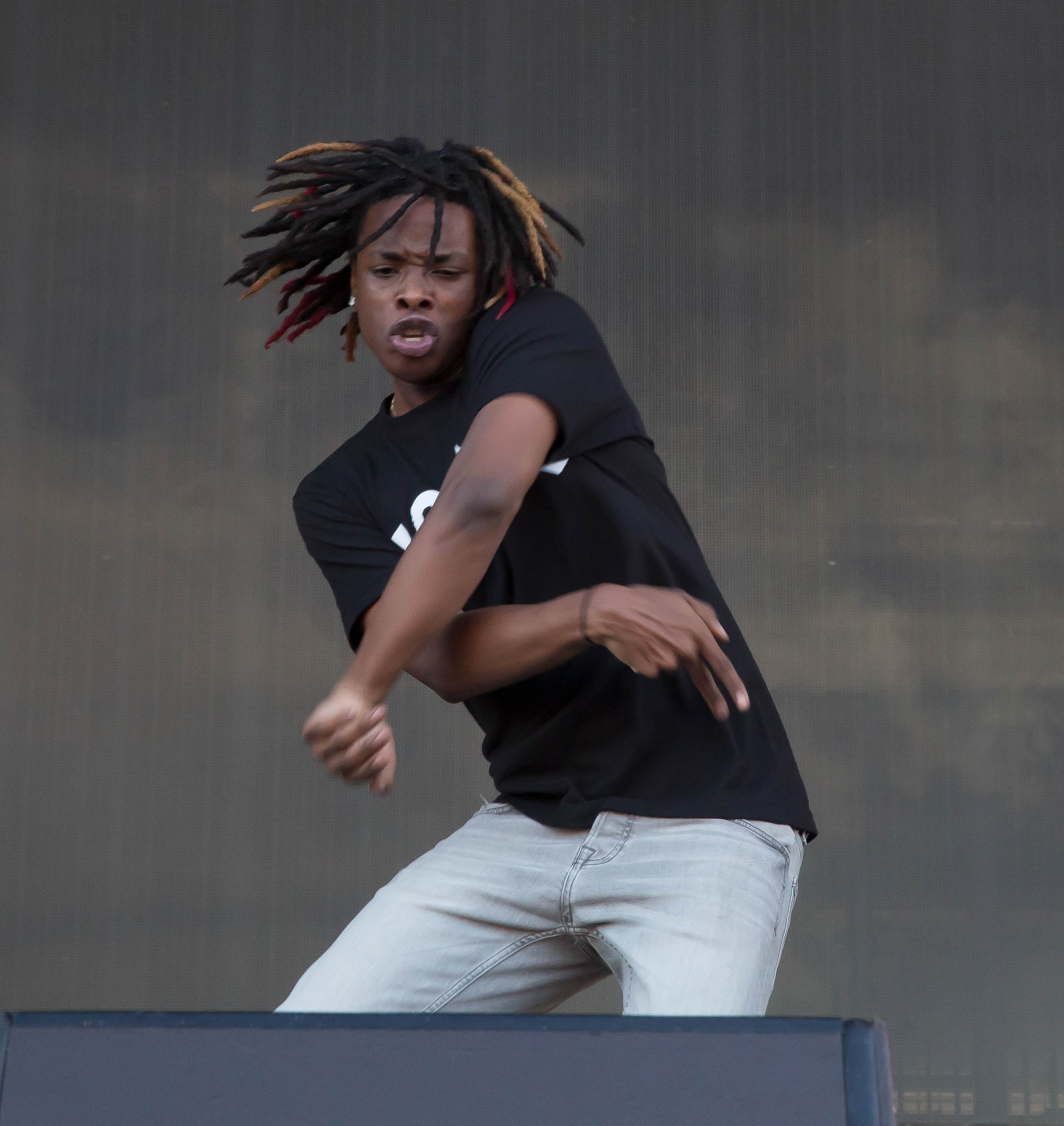
シドニー公演（2018年）

ジョージア州アトランタを中心に活動するヒップホップグループ The Dungeon Familyのメンバーとして活動を開始。
いくつかのミックステープを発表したのち、2012年、雑誌XXLに期待の新人（Freshman）として選出される。そんな状況の中、満を持してデビューアルバム『Pluto』を2012年4月にリリース。全米ビルボード200にて初登場8位を記録する。
その後、リアーナのアルバム『Unapologetic』やドレイクらも参加したコンピレーション・ミックステープ『F.B.G.:The Movie』への参加、ドレイクのツアーへの帯同などによって注目を集め、2014年4月に発売した2枚目のスタジオアルバム『Honest』は全米アルバムチャート2位まで上り詰めた。
2015年7月、3rdアルバム『DS2』を発表。自身初の全米アルバムチャート1位を記録する。またそのわずか2ヶ月後にはドレイクと連名でミックステープ『What a Time to Be Alive』をリリース。こちらも全米1位を記録するヒット作となるなど人気を確実なものとした。
2016年1月にDJ EscoとMetro Boominをエグゼクティブ・プロデューサーに迎えたミックステープ『Purple Reign』を発表。その翌月には4thアルバム『Evol』をリリース。こちらも全米1位を記録した。特に2015年1月から2016年2月までの13ヶ月間はミックステープも含めるとリリース作が6作品という驚異的なリリースペースであった。
2017年2月、自身の名前を冠した5thアルバム『Future』をリリースし、全米初登場1位を記録。『Future』リリースの1週間後、突如6thアルバム『Hndrxx』を発表し、こちらも初登場1位を獲得した。これによってフューチャーは同一アーティストによる2つの違うアルバムによって2週続けて初登場1位を獲得した初めてのアーティストとなった。また、『Future』に収録された楽曲「Mask Off」は自身最高位となる全米チャート5位を記録しただけでなく1年間を通してチャートインするなど2017年を代表する1曲となった。同年10月にはヤング・サグと連名でミックステープ『Super Slimey』を発表。全米初登場2位を記録した。
2019年1月、7作目のアルバム『The WIZRD』をリリース。
2020年5月15日、8作目のアルバム『High Off Life』をリリースする。11月13日にはリル・ウージー・ヴァートとのコラボレーティヴ・アルバム『Pluto x Baby Pluto』をリリースした。
2022年4月29日、9作目のアルバム『I Never Liked You』をリリースする。翌5月14日付けのビルボードHOT100で「Wait For U」が初登場で1位を記録すると共に、「Puffin On Zootiez」「712PM」を始めとした16曲もの楽曲がチャートインする。

## 人物
フューチャーには、6人の異なる女性との間に6人の子供がいる。2013年10月に歌手のシアラと婚約し、2014年5月19日に息子が誕生した。フューチャーの不倫が原因で2014年8月にシアラは婚約を解消している。
2019年、フロリダ州とテキサス州の2人の女性がフューチャーが娘と息子の父親であると主張して訴訟を起こした。2020年、テキサス州の女性は訴訟を取り下げた。
音楽活動を始める前の2004年には、フューチャーは盗品の受け取りによる窃盗と法廷侮辱罪で逮捕されている。

## ディスコグラフィー

### アルバム
| 年                                        | タイトル          | アルバム詳細                                                                                     | チャート最高位 | チャート最高位 | チャート最高位 | チャート最高位 | チャート最高位 | チャート最高位 | チャート最高位 | チャート最高位 | 認定           |
| 年                                        | タイトル          | アルバム詳細                                                                                     | US             | AUS            | BEL            | CAN            | FRA            | NLD            | SWI            | UK             | 認定           |
| ----------------------------------------- | ----------------- | ------------------------------------------------------------------------------------------------ | -------------- | -------------- | -------------- | -------------- | -------------- | -------------- | -------------- | -------------- | -------------- |
| 2012                                      | Pluto             | - 発売日: 2012年4月17日 - レーベル: Freebandz, A1, Epic - フォーマット: CD, digital download     | 8              | —              | —              | —              | —              | —              | —              | —              |                |
| 2014                                      | Honest            | - 発売日: 2014年4月22日 - レーベル: Freebandz, A1, Epic - フォーマット: CD, digital download     | 2              | —              | 103            | 6              | 81             | —              | 99             | 78             |                |
| 2015                                      | DS2               | - 発売日: 2015年7月17日 - レーベル: Freebandz, A1, Epic - フォーマット: CD, digital download     | 1              | —              | 98             | 5              | 161            | 95             | 85             | 56             | - US: プラチナ |
| 2016                                      | Evol              | - 発売日: 2016年2月6日 - レーベル: Freebandz, A1, Epic - フォーマット: CD, digital download      | 1              | 31             | 96             | 5              | 95             | 82             | —              | 34             | - US: ゴールド |
| 2017                                      | Future            | - 発売日: 2017年2月17日 - レーベル: Freebandz, A1, Epic - フォーマット: digital download         | 1              | 42             | 80             | 1              | 43             | 11             | 23             | 15             |                |
| 2017                                      | Hndrxx            | - 発売日: 2017年2月24日 - レーベル: Freebandz, A1, Epic - フォーマット: digital download         | 1              | 53             | 66             | 1              | 45             | 14             | 30             | 21             |                |
| 2019                                      | The Wizrd         | - 発売日: 2019年1月18日 - レーベル: Epic, A1, Freebandz - フォーマット: CD, digital download     | 1              | 3              | 2              | 1              | 2              | 7              | 10             | 16             |                |
| 2020                                      | High Off Life     | - 発売日: 2020年5月15日 - レーベル: Epic, Freebandz - フォーマット: CD, LP, digital download     | –              | 15             | 14             | –              | –              | 7              | –              | 5              | - RIAA: Gold   |
| 2022                                      | I Never Liked You | - 発売日: 2022年4月29日 - レーベル: Epic、Freebandz - フォーマット: CD、LP、デジタルダウンロード | 1              | 15             |                | 2              | 12             |                |                | 11             |                |
| "—"は未発売またはチャート圏外を意味する。 |                   |                                                                                                  |                |                |                |                |                |                |                |                |                |

## 日本公演
- 2019年
  - 5月11日、千葉 幕張海浜公園 - EDC Japan